# Martial Le Minoux
Martial Le Minoux (13 ottobre 1962) è un doppiatore, direttore del doppiaggio e attore teatrale francese.

## Biografia
Ha iniziato a doppiare videogiochi nel 1996, successivamente è diventato attivo in altri settori del doppiaggio. 

## Doppiaggio

### Film d'animazione
- Crocodile e Mr. 7 in One Piece - Un'amicizia oltre i confini del mare
- Tetsuya Tsurugi in  Mazinga Z Infinity
- John Stewart, Aquaman, Jor-El e Stan Lee in Teen Titans Go! - Il film
- Kray Foresight in Promare
- Suguru Geto in Jujutsu kaisen 0 - Il film
- Pico in Encanto

### Serie televisive d'animazione
- Leorio Paladiknight e Franklin Bordeau in Hunter × Hunter
- Roy Mustang in Fullmetal Alchemist
- Chocolove in Shaman King
- Papà di Yumi Omura in Chobits
- Sherlock Yack in Sherlock Yack - Zoo Detective
- Bagy in One Piece (episodio 145)
- Sakuya Togane in Psycho-Pass
- Maxus in Blake sotto assedio!
- Kert in Hilda
- Hizashi Yamada / Present Mic in My Hero Academia (seconda voce)
- Jet-Vac in Skylanders Academy
- Leone Abbacchio in Le bizzarre avventure di JoJo: Vento Aureo
- Suguru Geto in Jujutsu kaisen - Sorcery Fight
- Ichigo Saitō in Oshi no ko - My Star

### Videogiochi
- Dr. Neo Cortex in Crash Bandicoot
- Clank in Ratchet & Clank
- Ciuchino in Shrek Smash n' Crash Racing
- Patrick Stella in SpongeBob SquarePants: Battle for Bikini Bottom
- Medico in Team Fortress 2
- Fox McCloud in Starfox 64, Star Fox Zero, Starlink: Battle for Atlas
- Professor Hershel Layton in Il professor Layton e la maschera dei miracoli, Il professor Layton e l'eredità degli Aslant, Il professor Layton vs Phoenix Wright: Ace Attorney
- Jet-Vac e Pipsqueak in Skylanders: Giants
- Scorp e Rubble Rouser in Skylanders: Swap Force
- Ratatoskr in God of War
- Goro Takemura in Cyberpunk 2077
- Mantis e Dr. Crygor in WarioWare: Move It!, WarioWare: Get It Together!

## Doppiatori italiani
Nelle versioni italiane dei suoi ruoli da doppiatore è stato doppiato da:
- Marco Balzarotti in Sherlock Yack - Zoo Detective
- Gianluca Iacono in Blake sotto Assedio!